# Muntanya dels Miquelets
La Muntanya dels Miquelets és una muntanya de 2.088,4 metres d'altitud del límit dels termes de les comunes de Mosset i Noedes, totes dues de la comarca del Conflent, a la Catalunya del Nord. És al nord del terme de Noedes i al sud-oest del de Mosset.